# Waalse Pijl 1984
De 48e editie van de Waalse Pijl (ook wel bekend als La Flèche Wallonne) werd gehouden op donderdag 12 april 1984. Het parcours had een lengte van 246 kilometer. Voor het tweede jaar was de start en de finish in Hoei. De Muur van Hoei was weer als scherprechter opgenomen in het parcours. Vanaf 1985 zou de finish op de Muur komen te liggen. In totaal bereikten 71 renners de eindstreep.

## Verloop
De Deense renner Kim Andersen behoorde tot een kopgroep van negen renners die al vroeg in de wedstrijd, na vijf kilometer, was ontstaan. Het peloton reageerde niet, waardoor de koplopers in korte tijd al enkele minuten voorsprong namen.
Tijdens de tweede beklimming van de Muur van Hoei, op 56 kilometer voor het einde, sprong Andersen in zijn eentje weg. Hij arriveerde met een ruime voorsprong van 3 minuten en 39 seconden op de vier overgebleven renners uit de kopgroep. De Belg William Tackaert sprintte naar de tweede plaats voor de Nederlander Heddie Nieuwdorp die als derde eindigde.

## Uitslag
| Waalse Pijl 1984 |                  |                          |          |
| Plaats           | Naam             | Ploeg                    | Tijd     |
| Winnaar          | Kim Andersen     | Coop-Hoonved-Rossin      | 6u12'50" |
| 2                | William Tackaert | Fangio-Tonissteiner      | + 3'39"  |
| 3                | Heddie Nieuwdorp | AVP-Viditel-Concorde     | z.t.     |
| 4                | Dominique Arnaud | La Vie Claire-Terraillon | z.t.     |
| 5                | Henri Manders    | Kwantum Hallen-Decosol   | z.t.     |
| 6                | Henk Lubberding  | Panasonic-Raleigh        | + 4'26"  |
| 7                | Urs Zimmermann   | Cilo-Aufina              | z.t.     |
| 8                | Hubert Linard    | Peugeot-Shell-Michelin   | + 4'28"  |
| 9                | Phil Anderson    | Panasonic-Raleigh        | + 5'49"  |
| 10               | Acácio da Silva  | Malvor-Bottecchia        | + 6'00"  |

1936 · 1937 · 1938 · 1939 · 1940 · 1941 · 1942 · 1943 · 1944 · 1945 · 1946 · 1947 · 1948 · 1949 · 1950 · 1951 · 1952 · 1953 · 1954 · 1955 · 1956 · 1957 · 1958 · 1959 · 1960 · 1961 · 1962 · 1963 · 1964 · 1965 · 1966 · 1967 · 1968 · 1969 · 1970 · 1971 · 1972 · 1973 · 1974 · 1975 · 1976 · 1977 · 1978 · 1979 · 1980 · 1981 · 1982 · 1983 · 1984 · 1985 · 1986 · 1987 · 1988 · 1989 · 1990 · 1991 · 1992 · 1993 · 1994 · 1995 · 1996 · 1997 · 1998 · 1999 · 2000 · 2001 · 2002 · 2003 · 2004 · 2005 · 2006 · 2007 · 2008 · 2009 · 2010 · 2011 · 2012 · 2013 · 2014 · 2015 · 2016 · 2017 · 2018 · 2019 · 2020 · 2021 · 2022 · 2023 · 2024 · 2025 · 2026
Lijst van beklimmingen